# Filles de la Divina Pastora
|  | Aquest article tracta sobre la congregació religiosa de les Germanes Calassàncies. Vegeu-ne altres significats a «Divina Pastora (desambiguació)». |

L'Institut Calassanci de Filles de la Divina Pastora, o Pius Institut Calassanci (en castellà Instituto Calasancio de Hijas de la Divina Pastora) és un institut religiós femení, una congregació religiosa de germanes. Les germanes, conegudes com a Germanes Calassàncies, posposen al seu nom les sigles I.C.H.D.P.

## Història
La congregació fou fundada a Sanlúcar de Barrameda (província de Cadis) el 2 de gener de 1885 per Faustino Míguez González (1831-1925), prevere dels Clergues Regulars Pobres de la Mare de Déu de les Escoles Pies, per oferir ensenyament gratuït a les nenes, seguint el carisme escolapi. Les primeres cinc postulants van prendre l'hàbit el 2 d'agost de 1885; el 12 de juny de 1889 l'arquebisbe de Sevilla, Ceferino González y Díaz Tuñón, aprovà el primer reglament de la comunitat. L'institut va rebre el decretum laudis el 6 de desembre de 1910 i les constitucions foren aprovades per la Santa Seu el 1912.

## Activitat i difusió
Les Germanes Calassàncies es dediquen a la instrucció i a l'educació cristiana de la joventut. També tenen residències per a estudiants i cases de retir espiritual.
En començar 2006, l'institu tenia 268 germanes en 43 cases. Són presents a Espanya, Sud-amèrica (Argentina, Xile, Colòmbia, Equador, Nicaragua, Uruguai) i Camerun, Guinea Equatorial i l'Índia, amb seu general a Madrid.